# Yves Donguy

a Compétitions nationales et continentales officielles uniquement.

b Matchs officiels uniquement.
Dernière mise à jour le 11 juillet 2015.
Yves Donguy, né le 1er janvier 1982 à Daloa (Côte d'Ivoire), est un joueur franco-ivoirien de rugby à XV qui joue au poste d'ailier.

## Biographie

### Carrière professionnelle
Yves Donguy arrive en France à six ans et commence le rugby à Bobigny en Seine-Saint-Denis où il joue notamment avec Valentin Courrent dans un club partenaire du CA Brive alors qu'il est au collège.
Il rejoint le CA Brive en 2000 et fait ses débuts en tant que professionnel lors de la saison 2003-2004.
En juin 2005, il est sélectionné avec les Barbarians français pour aller défier la Western Province à Stellenbosch en Afrique du Sud. Les Baa-Baas s'inclinent 22 à 20.
Après quatre années au CA Brive, il rejoint le Stade toulousain en 2007.
En mars 2009, il est invité avec les Barbarians français pour jouer un match contre le XV du président, sélection de joueurs étrangers évoluant en France, au Stade Ernest-Wallon à Toulouse. Les Baa-Baas s'inclinent 26 à 33.

En juin 2009, il participe à la tournée des Barbarians français en Argentine pour affronter le Rosario Invitación XV puis les Pumas,. Les Baa-Baas l'emportent 54 à 30 contre Rosario puis s'inclinent 32 à 18 contre l'Argentine à Buenos Aires.

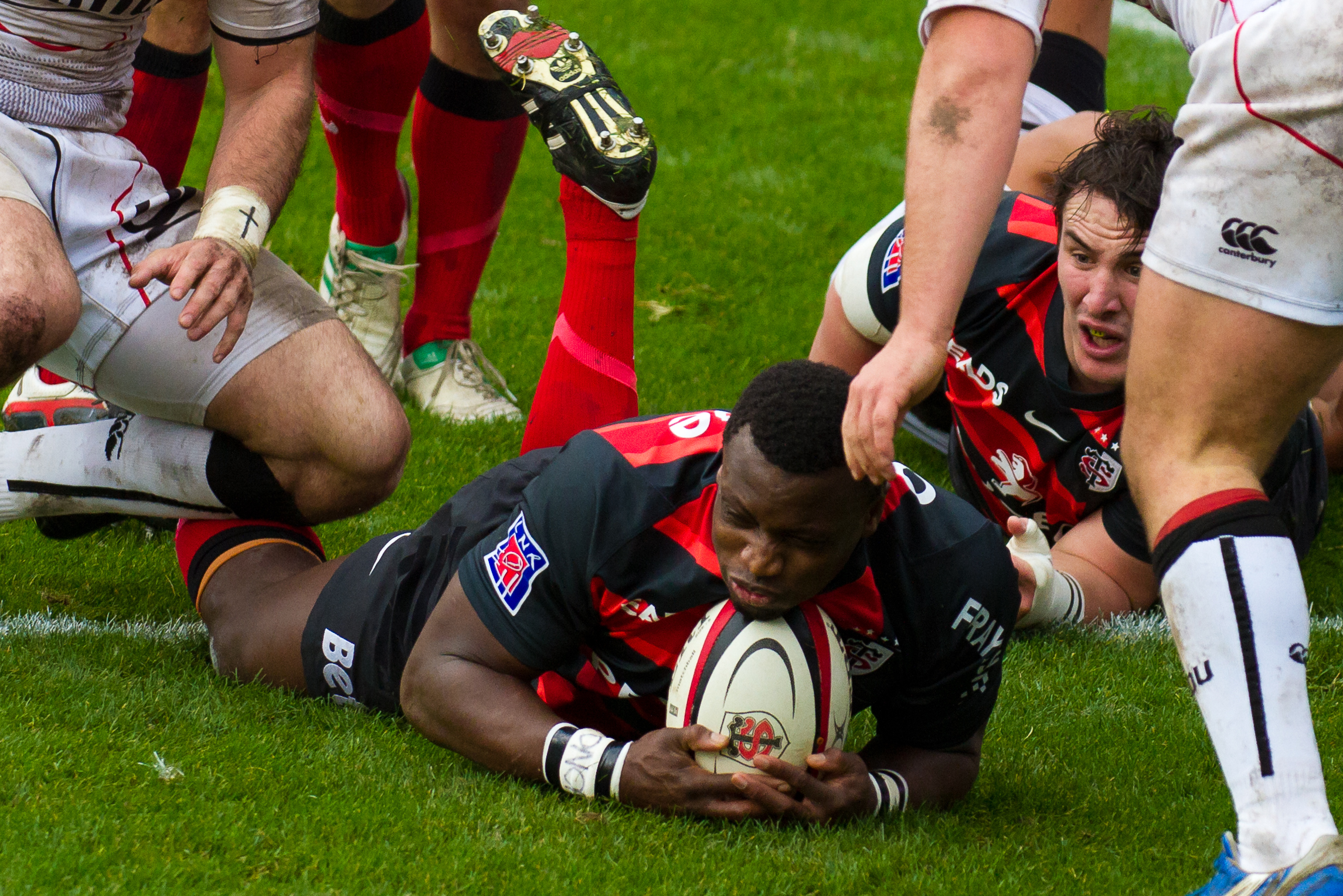
Yves Donguy marquant un essai face au Lyon OU lors de la saison 2011-2012.

Il se blesse gravement au genou en mars 2010 lors d'une rencontre face au Biarritz olympique alors qu'il était aux portes de l'équipe de France grâce à ses performances qui n'ont pas échappé à l'entraîneur des arrières du XV de France de l'époque : Émile Ntamack. Il fait son retour à la compétition un an plus tard en avril 2011 contre Toulon au stade Vélodrome,.
Libéré par l'US Oyonnax à l'intersaison 2015, Donguy signe avec l'US Carmaux en Fédérale. Gêné par une rupture du tendon d'Achille, il ne peut jouer aucun match. En 2016, il rejoint le Rugby club Saint-Sulpice XV.

### Après carrière
En 2016, il crée son food truck AfriK'N Truck, spécialisé dans la nourriture africaine, avec sa sœur qui est cuisinière. Implanté à Toulouse, il est notamment présent au Stade Ernest-Wallon pour tous les matchs à domicile du Stade toulousain.

## Statistiques en équipe nationale
- Équipe de France A : 2 sélections en 2005 (Italie A, Tonga)

## Palmarès
- Stade toulousain
  - Vainqueur du Championnat de France en 2008, 2011 et 2012
  - Finaliste de la Coupe d'Europe en 2008
  - Vainqueur de la Coupe d'Europe en 2010